# 拉科尼
拉科尼（義大利語：Laconi），是意大利奥里斯塔诺省的一个市镇。总面积124.87平方公里，人口2088人，人口密度16.7人/平方公里（2009年）。ISTAT代码为095082。